# Сенуфо (народ)

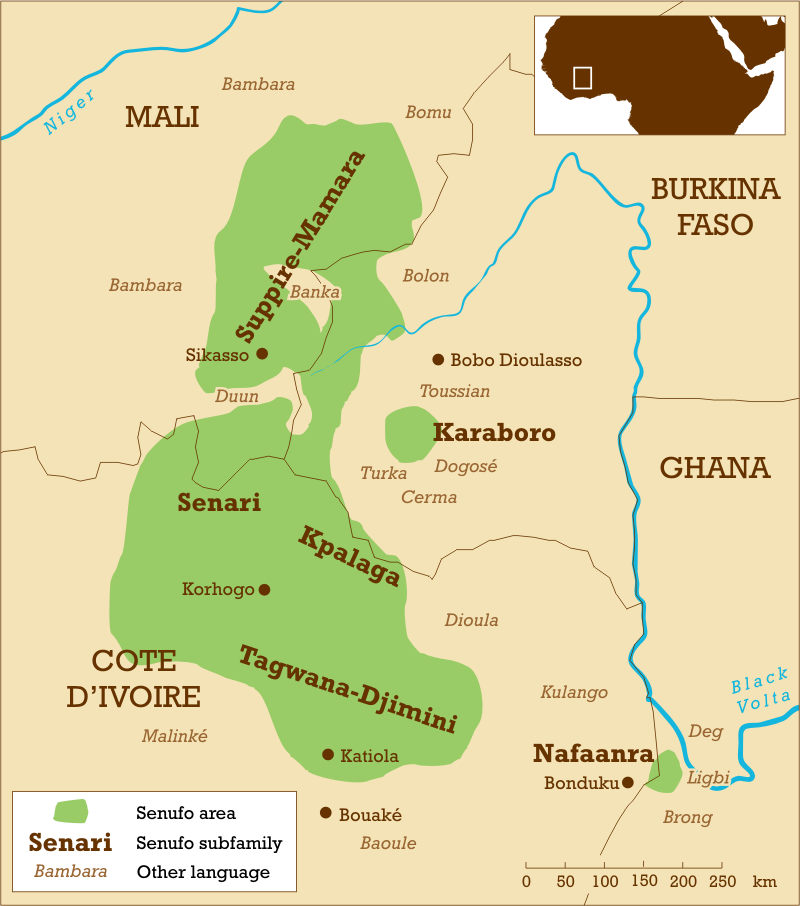
Карта, показывающая приблизительное расселение народа Сенуфо и некоторых соседних народов, проживающих в Мали, Кот-д’Ивуаре, Буркино Фасо и Гане.

Сену́фо (сене, сиена) — один из крупных народов на Западе Африки, населяющий Кот-д’Ивуар, Мали и Буркина-Фасо. Общая численность — свыше 3,8 млн человек. Официальным языком народа сенуфо является язык сенуфо, принадлежащий группе атлантическо-конголезских (вольта-конголезских) нигеро-конголезских языков. В основном сенуфо придерживает традиционные верования, но есть и мусульмане-сунниты.

## Расселение и численность
Народ распространён на севере Кот-д’Ивуар между реками Комоэ и Темба, там насчитывается 907 тыс. человек, юго-востоке Мали — 950 тыс. человек и в пограничных районах Буркина Фасо — 95 тыс. человек. Общая численность народа — свыше 3,8 млн человек.

## Семейство
Народ сенуфо входит в состав семьи атлантическо-конголезских (вольта-конголезских) нигеро-конголезских языков. Ранее включались в семью гур нигеро-кордофанской семьи. Миньянка — субэтническая группа сенуфо.

## Религия
Сенуфо исповедуют ислам, большая часть народа исповедует суннизм. Также придерживаются традиционных верований — культа предков, сил природы, культа духов, составляющих сложный пантеон во главе с создателем мира Туоло и его супругой Туолео. Народ славится своими ритуальными деревянными масками и фигурами.

## Социальная структура
Сохраняются общины, состоящие из больших семей, возрастные институты, тайные общества.
Сенуфо подразделяются на племена: фоло, гимини, караборо, кофоло и др.

## Занятия
Сенуфо ведут полуоседлый образ жизни. Основные занятия народа — земледелие (фасоль, арахис, яме, маниока, просо) и скотоводство. Сенуфо держат крупный и мелкий рогатый скот. Имеет значение и собирательство различных плодов, семян, клубней.
Также используются удобрения, применяется севооборот. Рис и хлопок используются в торговле. Хорошо развиты различные ремёсла. Существуют касты кузнецов, называемых фоно, медников — лоро, жёны которых занимаются гончарством, и кожевенных мастеров — диели. Развита резьба по дереву, особенно популярны их маски. Широкое распространение получило ткачество из шерсти и хлопка.

## Поселения
Сенуфо живут в достаточно компактных поселениях. Их жилища в основном круглые, глинобитые или сырцовые, с высокой конической крышей из пальмовых листьев.

## Одежда
Мужчины народа сенуфо обычно одеты в накидку или широкую рубаху; женщины — в яркую несшитую юбку, завязанную вокруг бёдер — пань. Женщин сенуфо можно узнать по медным браслетам в форме буквы «W» на запястьях и щиколотках.

## Пища
Пища сенуфо не отличается разнообразием. В основном народ питается кашей из проса, маниокой, похлёбкой из овощей с маслом и специями.